# Neobisium schenkeli
Espèce
Synonymes
- Obisium simile cavicola Schenkel, 1926 nec Packard, 1884
- Obisium troglodytes Beier, 1928 nec Schmidt, 1848
- Obisium schenkeli Strand, 1932

Neobisium schenkeli est une espèce de pseudoscorpions de la famille des Neobisiidae.

## Distribution
Cette espèce se rencontre en Suisse à Gempen dans la grotte Fensterloch, à Saint-Ursanne dans la grotte du Château et à Sainte-Croix dans la grotte de l'Arnon et en France dans le Doubs dans les grottes d’Osselle et de Fourbanne.

## Systématique et taxinomie
Cette espèce a été décrite sous le nom Obisium simile cavicola par Schenkel en 1926. Ce nom étant préoccupé  elle est renommée Obisium troglodytes par Beier en 1928 mais ce nom était également préoccupé, elle est donc renommée Obisium schenkeli par Strand en 1932.
Elle est placée dans le genre Neobisium par Beier en 1932.

## Étymologie
Cette espèce est nommée en l'honneur d'Ehrenfried Schenkel.

## Publications originales
- Strand, 1932 : Miscellanea nomenclatorica zoologica et palaeontologica. IV. Folia Zoologica et Hydrobiologica, vol. 4, p. 193-196.
- Schenkel, 1926 : Beitrag zur Kenntnis der Schweizerischen Spinnenfauna. II. Teil. Revue Suisse de Zoologie, vol. 33, no 5, p. 301-316 (texte intégral).